# Врабель, Александр Михайлович
Александр Михайлович Врабель (укр. Олександр Михайлович Врабель; 26 февраля 1931, с. Ивановцы (ныне Мукачевского района Закарпатской области Украины) — 2002) — украинский советский оперный певец (баритон), педагог, профессор, народный артист УССР (с 1972). Член КПСС с 1972 года.

## Биография и творчество
Учился вокалу у Лидии Улухановой.
В 1960 окончил Львовскую государственную консерваторию (класс А. Карпатского).
В 1957—1993 гг. — солист Львовского оперного театра.
Музыкальный педагог. С 1978 — преподаватель пения, профессор Львовской государственной консерватории.
Среди его выпускников — лауреаты международных, всесоюзных, республиканских конкурсов: С.Пятничко, О.Телига, М.Швидкив, В.Понайда, А.Хавунко, М. Блаженко и др.

## Партии
В репертуаре А. Врабеля более 60 оперных партий, среди них:
- Риголетто, Граф ди Луна, Амонасро, Жермон, Дон Карлос, Родриго в операх Дж. Верди,
- Скарпиа («Тоска» Дж.Пуччини),
- Барнаба («Джоконда» А. Понкьелли),
- Вольфрам фон Эшенбах («Тангейзер» Р. Вагнера),
- Сильвио, Тонио и Пролог («Паяцы» Р. Леонкавалло),
- Эскамильо и Зура («Кармен» и «Искатели жемчуга» Ж. Бизе),
- Дон Жуан (одноименная опера В. А. Моцарта),
- Валентин («Фауст» Ш. Гуно),
- Князь Игорь (одноименная опера А. Бородина),
- Онегин, Роберт, Елецкий («Евгений Онегин», «Иоланта», «Пиковая дама» П. Чайковского),
- Демон (одноименная опера А. Рубинштейна),
- Шакловитый («Хованщина» М. Мусоргского),
- Алеко (одноименная опера Рахманинова),
- Грязной («Царская невеста» Н. Римского-Корсакова), * Троекуров («Дубровский» Э. Направника),
- Андрей Болконский, Фердинанд («Война и мир», «Дуэнья» С. Прокофьева),
- Михаил Гурман («Украденное счастье» Ю. Мейтуса),
- Гнат («Назар Стодоля» К. Данькевича),
- Тугар Волк («Золотой обруч» Б. Лятошинского),
- Григорий ("В воскресенье рано … " В.Кирейко),
- Зорге («Рихард Зорге» Ю. Мейтуса). (эта опера была предложена Львовскому оперному театру для постановки, которую композитор сочинил специально для А. Врабеля).

Будучи лучшим исполнителем партии Онегина в СССР в то время, певец был приглашён спеть на сцене с известной Терезой Стратас в Большом Театре.
А. Врабель был постоянным участником всех декад украинского искусства на территории Союза.
Представлял украинское искусство в Болгарии, Германии, Польше, Венгрии, Чехии, Финляндии, Индии, Сингапуре, Канаде, Филиппинах, США. Награждён орденом «Дружбы народов» и медалью «Ветеран труда» за долголетнюю и высокопрофессиональную работу.
Всесоюзным и украинского радио созданы фондовые записи вокально-музыкальных произведений и три видеоролика отечественных и зарубежных композиторов в его исполнении.

## Награды
- Орден Дружбы народов,
- Медаль «Ветеран труда»,
- Почетная грамота Президиума Верховного Совета УССР,
- 1959 — лауреат I Украинского конкурса молодых певцов,
- 1962 — дипломант Всесоюзного конкурсе им. Глинки,
- лауреат Международного конкурса молодых оперных певцов в Софии,
- 1972 — народный артист УССР.